# Касемабаде-Ака
Касемабаде-Ака (перс. قاسم اباداقا‎) — село на севере Ирана, в остане Альборз. Входит в состав шахрестана Саводжболаг. Является частью дехестана (сельского округа) Сеидабад Центрального бахша.

## География
Село находится в центральной части Альборза, к югу от хребта Эльбурс, на расстоянии приблизительно 16 километров к западу от Кереджа, административного центра провинции. Абсолютная высота — 1276 метров над уровнем моря.

## Население
По данным переписи 2006 года население села составляло 918 человек (489 мужчин и 429 женщин). В Касемабаде-Ака насчитывалось 220 семей. Уровень грамотности населения составлял 61,87 %. Уровень грамотности среди мужчин составлял 64,01 %, среди женщин — 59,44 %.